# St. Louis City SC
El St. Louis City Soccer Club és un club de futbol de la ciutat de Saint Louis, Missouri, Estats Units. Actualment juga a la Major League Soccer com a membre de la Conferència Oest des del 2023 com a equip d'expansió. El club es va establir el 2019 i juga els partits a casa en el Citypark, un nou estadi específic per al futbol a prop del centre de Saint Louis. Va començar a jugar en la Temporada 2023 de l'MLS com la franquícia número 29 de la lliga.

## Història

### Intents previs
El futbol té una història llarga tant a nivell professional com amateur a Saint Louis, durant més d'un segle.El 2007 Saint Louis va ser considerat un possible destí per al Real Salt Lake després que el fundador del club anunciés que vendria el club si no es construïa un nou estadi. Del 2008 al 2009, un advocat de Saint Louis, Jeff Cooper, va liderar un grup de possibles propietaris que van intentar portar un equip d'expansió de l'MLS a Saint Louis, però les ofertes van ser rebutjades a favor d'altres ciutats.Malgrat els plans aprovats per a construir el Collinsville Soccer Complex valorat en $600 milions de dòlars, l'MLS no va quedar impressionada amb el suport financer de l'oferta i va suggerir que Cooper ampliés el seu grup d'inversors.En canvi, Cooper va llançar un club masculí de segona divisió i una franquícia de futbol professional femení. L'equip AC St. Louis va jugar només una temporada en la segona divisió abans de retirar-se el 2011; el Saint Louis Athletic es va retirar a la meitat de la seva segona temporada el 2010.
Fins al 2014, la ciutat va anunciar plans per a un nou estadi per acollir futbol americà i futbol.El comissionat de l'MLS, Don Garber, va dir al gener del 2015: "Sanit Louis té molta activitat amb un estadi que estan tractant de fer per als Rams de l'NFL. Hi ha una gran comunitat de futbol i ens encantaria veure un estadi de futbol al centre de la ciutat com si estiguessin pensant en un estadi de futbol americà".Al maig de 2015, Garber va visitar la ciutat per a parlar sobre un possible nou estadi d'usos múltiples que podria acollir partits de futbol. Garber va advertir que qualsevol possible expansió ocorreria després del 2020.El 12 de gener del 2016, els Rams es van mudar a Los Angeles després de jugar a Saint Louis durant 21 temporades. El trasllat dels Rams inicialment va accelerar les converses d'un equip d'expansió de l'MLS.
El 2017, l'MLS va considerar crear una nova franquícia a Saint Louis per al 2020. El grup propietari proposat va buscar fons públics per a ajudar a construir un estadi de futbol de $200 milions de dòlars al costat de la Union Station, situada al centre de Saint Louis. El 26 de gener del 2017, el Comitè de Regidors de la ciutat va aprovar un pla de finançament, i després la Junta de Regidors en ple, que hauria destinat $60 milions de dòlars en ingressos d'impostos de la ciutat al nou estadi. Els votants van rebutjar el pla en un referèndum del 4 d'abril del 2017, deixant en dubte el futur de la ciutat a l'MLS.

### Actualitat
Al setembre de 2018, el "St. Louis Post-Dispatch" va informar sobre una reunió entre funcionaris del Departament de Desenvolupament Econòmic de Missouri i representants de l'MLS respecte a una proposta d'estadi; l'alcaldessa de Saint Louis, Lyda Krewson, després va confirmar que un nou grup estava tractant de portar un equip a la ciutat. L'oferta de l'MLS de Saint Louis es va rellançar efectivament el 9 d'octubre d'aquest any, amb Carolyn Kindle Betz i altres hereus de la fortuna d'Enterprise Rent-A-Car com a principals inversors. La ubicació de l'estadi es va mantenir igual que en la ubicació original del 2016, a prop de la Union Station.Aquesta candidatura no va buscar finançament públic a través d'impostos o de la ciutat, per la qual cosa el públic no va poder votar per l'estadi.El 28 de novembre del 2018, el Comitè d'Habitatge, Desenvolupament Urbà i Zonificació de la Junta de Regidors va votar 8 a 0 per a aprovar el pla de l'estadi.
El 18 d'abril del 2019, l'MLS va anunciar plans per a expandir-se a 30 equips, en comparació amb el pla anterior de 28. La lliga, actualment amb 27 equips, va aconsellar a l'Oficina del Comissionat que avancés en les converses amb el Sacramento Republic i les ofertes de Saint Louis. Es va demanar a totes dues ofertes que fessin presentacions davant el Comitè d'Expansió de l'MLS per a "abordar el pla final de l'estadi de cada oferta, els compromisos corporatius, la composició dels respectius grups propietaris, l'economia detallada sobre el finançament, els plans estratègics per al desenvolupament dels seguidors, els compromisos sobre el desenvolupament de jugadors i els detalls sobre programes comunitaris".
El 20 d'abril del 2019, l'endemà passat que l'MLS anunciés que avançaria en les converses amb les ofertes de Sacramento i Saint Louis, el grup de Saint Louis va publicar representacions i més informació sobre l'estadi proposat. El disseny de l'estadi de 22.500 seients va ser produït per una col·laboració entre HOK i Snow Kreilich Architects. El grup també va prometre que cada seient estaria dins dels 120 peus del camp i que es cobriria l'estadi.
El 20 d'agost del 2019, l'MLS va anunciar que havia aprovat a Saint Louis com la franquícia número 28 de la lliga, i s'esperava que debutessin en la temporada 2022.El grup propietari està format per la presidenta d'Enterprise Holdings Foundation, Carolyn Kindle Betz, i membres femenins de la família Taylor, i és el primer equip de propietat majoritària femenina de l'MLS.A l'anunci, Don Garber va dir: "Saint Louis és una ciutat amb una rica tradició futbolística i és un mercat que hem considerat des de l'inici de la lliga. La nostra lliga s'enforteix avui amb la incorporació dels fans del futbol profundament dedicats de la ciutat, i el grup de propietat local compromès i innovador liderat per Carolyn Kindle Betz, la família Taylor i Jim Kavanaugh".
El 19 d'octubre del 2019, el grup propietari va publicar nous plans per a l'estadi específic de futbol planejat. L'àrea es va ampliar per a abastar un pla de 13 hectàries, probablement superaria el cost estimat original de $200 milions de dòlars. El grup de propietaris va acordar comprar i posseir el terreny juntament amb l'estadi i no buscarà ingressos fiscals ni finançament públic.
El 17 de desembre del 2019, l'estat de Missouri va informar el grup propietari que ja no es lliuraran els $30 milions de dòlars promesos prèviament per l'estat.No obstant això, el 18 de març del 2020, la Junta de Finances per al Desenvolupament de Missouri va aprovar per unanimitat un paquet d'incentius per valor de $5,7 milions en crèdits fiscals per a ajudar amb la construcció de l'estadi de $458 milions de dòlars i l'àrea circumdant.
El 25 de març del 2020, el grup propietari va emetre un comunicat sobre la pandèmia de COVID-19. La preparació del lloc per a l'estadi continuaria segons el planejat, però complirà amb tots els consells de salut dels funcionaris de salut pública i del govern local, estatal i nacional. La preparació del lloc inclou la neteja de tot el terreny on se situarà l'estadi i la demolició de les antigues rampes d'entrada i sortida situades en el lloc.
El 31 de març del 2021, Purina, un fabricant d'aliments per a mascotes fundat i amb seu a Saint Louis, es va convertir en el primer patrocinador de les samarretes i en el primer soci fundador del club.El 14 de juliol del 2021, Together Credit Union, una cooperativa d'estalvi i crèdit local, es va convertir en el segon soci fundador del club i soci bancari oficial.
El 5 de gener del 2022 es va confirmar a l'ex internacional sud-africà Bradley Carnell com el primer entrenador de l'equip.

## Colors i insígnia
L'escut presenta l'icònic Arc Gateway, el famós pont de Saint Louis, i les dues línies simbolitzen la confluència dels dos rius de la regió (Riu Mississipi i Riu Missouri). Els colors de l'equip són vermell ciutat, blau riu, groc energia i gris acer.

## Uniforme

### Indumentària i patrocinadors
| Període        | Proveïdor |
| -------------- | --------- |
| 2022 – Present | Adidas    |

| Període        | Patrocinador |
| -------------- | ------------ |
| 2022 – Present | Purina       |

## Estadi

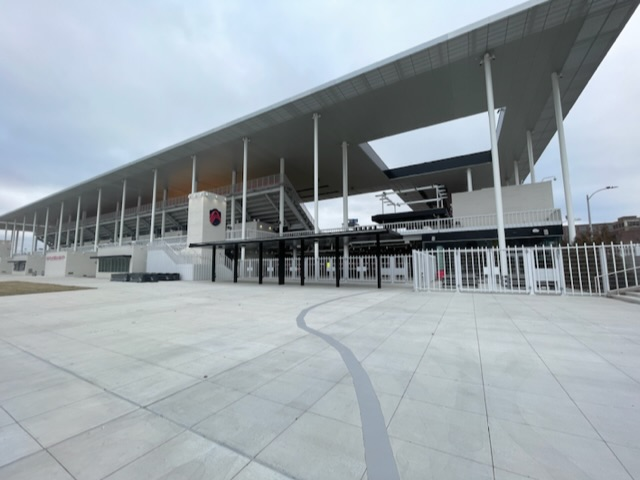
Citypark, St. Louis, Missouri

L'equip jugarà en el Citypark, situat al centre de Saint Louis, que s'espera que sigui el centre d'una àrea de desenvolupament de 13 hectàries que inclourà oficines, centres de formació i districtes comercials. L'estadi està destinat a acullir de 17 a 23 partits de futbol a l'any i serveix com a seu per a concerts, esports de secundària i més.El disseny de l'estadi està destinat a connectar l'àrea circumdant i el centre de la ciutat mentre es barreja amb el veïnat.

## Propietat i gestió
El grup propietari del St. Louis City SC està format per la presidenta de la Fundació Enterprise Holdings, Carolyn Kindle Betz, i membres femenins de la família Taylor (Enterprise Holdings), i és el primer equip de propietat majoritària femenina de l'MLS. El grup també inclou al director executiu de World Wide Technology, Jim Kavanaugh i membres de la família Kavanaugh.

## Cultura del club
El grup d'aficionats al futbol més destacat a l'àrea de Saint Louis són els St. Louligans. El seu nom fa referència al Hooliganisme, el comportament pertorbador i desordenat dels fans del futbol, encara que aquest tipus de fenomen no es troba generalment entre els fans del futbol a Amèrica del Nord. Els St. Louligans es van fundar el 2010 quan diversos grups locals de fans del futbol van unir forces en els partits a casa del AC St. Louis. Han brindat un gran suport a diversos equips de futbol de l'àrea de St. Louis, inclosos AC St. Louis, Saint Louis Athletic, St. Louis Lions, i Illinois Piasa.
St. Louligans era el grup oficial de seguidors del Saint Louis FC, un equip de la USL Championship (segona divisió) fundat el 2014. El Saint Louis FC va treballar en estreta col·laboració amb els St. Louligans per fomentar el seu suport. Les contribucions notables del grup inclouen atorgar una entrada a un nou aficionat cada setmana i coordinar-se amb els Coopers, seguidors del Louisville City FC, per a crear la Kings' Cup, competició de rivalitat entre els dos equips. El Saint Louis FC es va retirar de la segona divisió el 2020.
The American Outlaws, el grup de seguidors més gran de la selecció masculina dels Estats Units i la selecció nacional de futbol femenina, és un dels més actius al país amb més de 1.000 membres, liderant la nació en fons recaptats per al braç caritatiu del grup, AO Impact.
Es van organitzar molts nous grups de seguidors independents en previsió de l'arribada de l'equip de l'MLS, fent costat al St. Louis City SC 2 durant la seva temporada el 2022. Aquests grups inclouen els Saint Louis CITY Punks, roba esportiva i vibracions Punk rock, així com No Nap City Ultres, un grup de seguidors de pares i els seus fills petits. També, el 2022 va veure l'arribada d'un nou cos de tambors. i el grup d'aficionats, Fleur de Noise, que assumirà el paper de dirigir càntics per als aficionats.
El nou estadi comptarà amb una secció d'aficionats amb espai per a més de 3.000 espectadors dempeus, tres graderies, un sistema d'aparell tifo integrat de 257-peu (78 m) de llarg, una plataforma de tambors per al cos de tambors durant els partits i una barra dedicada als seguidors.

### Rivalitats
A causa de la proximitat de les seves ciutats d'origen i la rivalitat regional històrica, Sporting Kansas City i St. Louis City SC han començat a desenvolupar una rivalitat primerenca.

## Equip reserva
El 6 de desembre de 2021, el club va anunciar el seu equip de reserva per a l'MLS Next Pro. El St. Louis City 2 va començar a jugar en la temporada 2022, tot i que l'equip de l'MLS no va començar a jugar fins al 2023.